# Babín
Babín (in ungherese Babin) è un comune della Slovacchia facente parte del distretto di Námestovo, nella regione di Žilina.